# ایالات متحده لیلاند
ایالات متحده لیلاند (انگلیسی: The United States of Leland) فیلمی در ژانر درام است که در سال ۲۰۰۳ منتشر شد.

## بازیگران
- رایان گاسلینگ
- دان چیدل
- جنا مالون
- کوین اسپیسی
- لنا اولین
- کریس کلاین
- میشل ویلیامز
- مارتین دونوان
- مایکل ولچ
- شریلین فن
- کری واشینگتن
- مایکل پنیا
- آنا مگنوسون
- میکی ولچ
- ویسلی جاناتان